# Liste der Kulturdenkmale in Scheibenberg

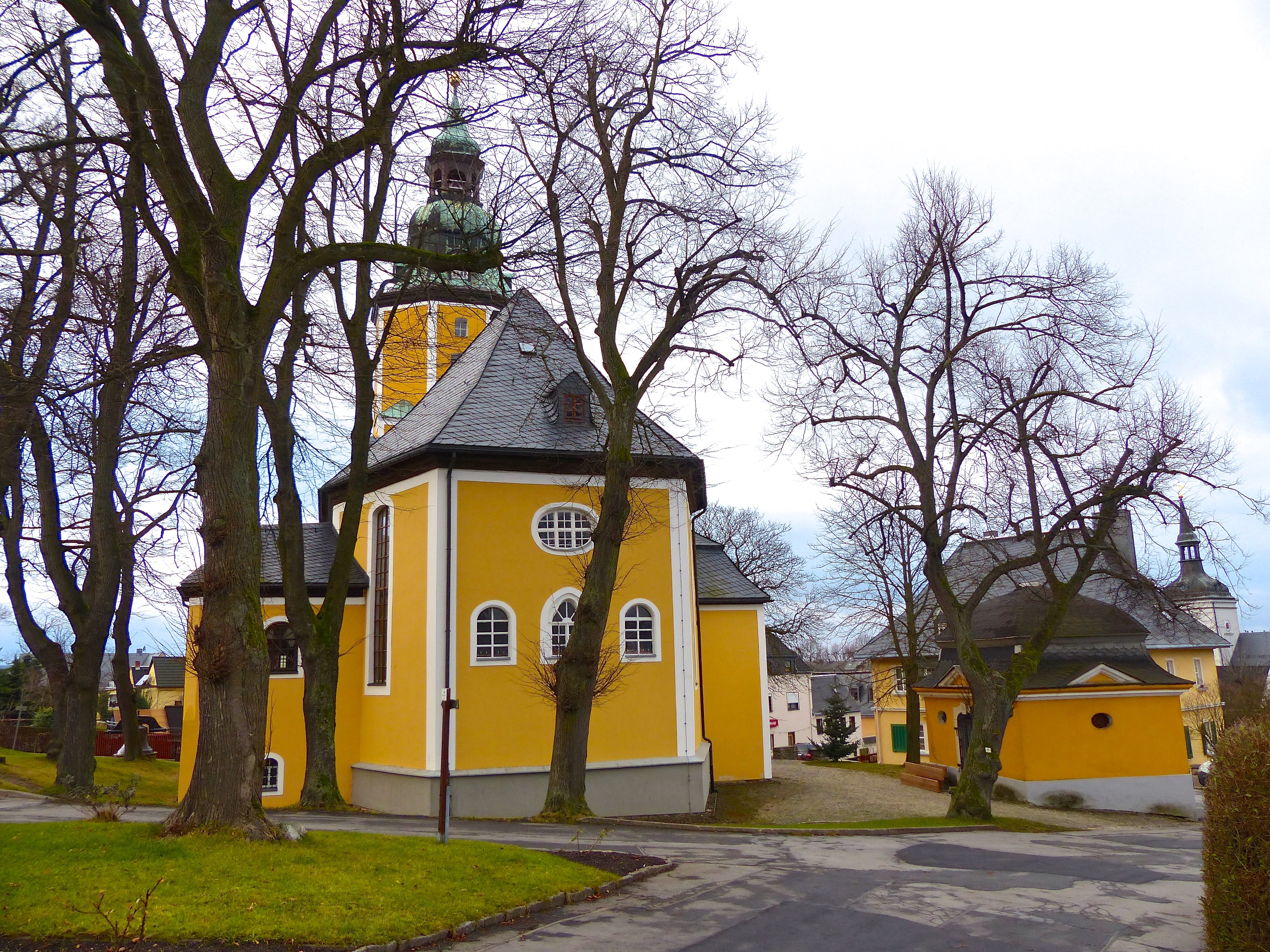
Johanniskirche in Scheibenberg

Die Liste der Kulturdenkmale in Scheibenberg enthält die Kulturdenkmale in Scheibenberg.
Diese Zusammenstellung ist eine Teilliste der Liste der Kulturdenkmale in Sachsen.

## Legende
- Bild: Bild des Kulturdenkmals, ggf. zusätzlich mit einem Link zu weiteren Fotos des Kulturdenkmals im Medienarchiv Wikimedia Commons. Wenn man auf das Kamerasymbol klickt, können Fotos zu Kulturdenkmalen aus dieser Liste hochgeladen werden:
- Bezeichnung: Denkmalgeschützte Objekte und ggf. Bauwerksname des Kulturdenkmals
- Lage: Straßenname und Hausnummer oder Flurstücknummer des Kulturdenkmals. Die Grundsortierung der Liste erfolgt nach dieser Adresse. Der Link (Karte) führt zu verschiedenen Kartendiensten mit der Position des Kulturdenkmals. Fehlt dieser Link, wurden die Koordinaten noch nicht eingetragen. Sind diese bekannt, können sie über ein Tool mit einer Kartenansicht einfach nachgetragen werden. In dieser Kartenansicht sind Kulturdenkmale ohne Koordinaten mit einem roten bzw. orangen Marker dargestellt und können durch Verschieben auf die richtige Position in der Karte mit Koordinaten versehen werden. Kulturdenkmale ohne Bild sind an einem blauen bzw. roten Marker erkennbar.
- Datierung: Baubeginn, Fertigstellung, Datum der Erstnennung oder grobe zeitliche Einordnung entsprechend des Eintrags in der sächsischen Denkmaldatenbank
- Beschreibung: Kurzcharakteristik des Kulturdenkmals entsprechend des Eintrags in der sächsischen Denkmaldatenbank, ggf. ergänzt durch die dort nur selten veröffentlichten Erfassungstexte oder zusätzliche Informationen
- ID: Vom Landesamt für Denkmalpflege Sachsen vergebene, das Kulturdenkmal eindeutig identifizierende Objekt-Nummer. Der Link führt zum PDF-Denkmaldokument des Landesamtes für Denkmalpflege Sachsen. Bei ehemaligen Kulturdenkmalen können die Objektnummern unbekannt sein und deshalb fehlen bzw. die Links von aus der Datenbank entfernten Objektnummern ins Leere führen. Ein ggf. vorhandenes Icon  führt zu den Angaben des Kulturdenkmals bei Wikidata.

## Scheibenberg
| Bild                                    | Bezeichnung                                                                         | Lage                                 | Datierung                               | Beschreibung | ID       |
| --------------------------------------- | ----------------------------------------------------------------------------------- | ------------------------------------ | --------------------------------------- | --- | -------- |
| Weitere Bilder                          | Triangulationssäule                                                                 | (Karte)                              | bezeichnet 1864 (Triangulationsstein)   | Station 2. Ordnung (Nr. 132), bedeutendes Zeugnis der Geodäsie des 19. Jahrhunderts, vermessungsgeschichtlich von Bedeutung. Quadratischer Vermessungsstein aus Greifensteiner Granit, errichtet auf dem Scheibenberg, Inschrift: „Station/Scheibenberg/der/Kön: Sächs:/Trinagulirung/1864“, Deckel und Festlegungen im Pfeilerkopf vorhanden, Gründungstiefe 1,30 m, Höhe 1,10 m, obere Stärke 50 cm Der Scheibenberg ist wie auch Pöhlberg und Bärenstein ein Basaltkegel, der als Erosionsrest eines Lavastroms des Tertiärs entstand. Der Vermessungspunkt wurde auf dem Plateau des Berges errichtet und war die erste Station 2. Classe auf den Tafelbergen in der Umgebung des Gradmessungspunktes 15-Fichtelberg. Die Stadtgemeinde Scheibenberg erteilte hierzu eine mündliche Bauerlaubnis. Der Standort der Station befand sich in unmittelbarer Nähe des ersten Aussichtsturmes, der 1891 erbaut und zu Ehren der sächsischen Königin Carola-Turm genannt wurde. Der Turm war aus Basaltbruchsteinen errichtet und hatte eine Höhe von 26 m, auf dessen Plattform eine weitere Vermessungssäule stand. Von dieser erfolgten die Messungen. Er musste 1971 wegen Baufälligkeit gesprengt werden. Der Neubau des Turmes mit Pavillon von 1993/94 überdeckt auch den ursprünglichen Bodenstandort der Station, der jetzige wurde zirka 65 m südsüdöstlich im Jahre 1998 neu bestimmt. Die achteckige Form des aus Betonfertigteilen errichteten Turmes ist den am Berg als geologisches Denkmal zu sehenden Basaltsäulen der Orgelpfeifen nachempfunden. Das benachbarte Bürger- und Berggasthaus bietet Restauration und Fremdenzimmer. Es wurde als Baudenkmal nach der Wende grundlegend saniert. Nähere Informationen zur Landesvermessung: Königlich-Sächsische Triangulirung | 09229909 |
| Direkt Bild zu diesem Denkmal hochladen | Denkmalschutzgebiet Altstadt Scheibenberg (Vorschlag)                               |                                      |                                         | | 09246661 |
| Weitere Bilder                          | Bahnhof Scheibenberg mit Empfangsgebäude, zwei Güterschuppen und zwei Nebengebäuden | Am Bahnhof 1 (Karte)                 | 1889                                    | Zeittypische Bahnhofsgebäude, baugeschichtlich, eisenbahngeschichtlich und ortsgeschichtlich von Bedeutung. Empfangsgebäude aus zweigeschossigen Flügeln mit eingeschossigem Verbindungsbau, Historismusfassade | 09229933 |
| Direkt Bild zu diesem Denkmal hochladen | Turnhallengebäude                                                                   | August-Bebel-Straße 22 (Karte)       | um 1910                                 | Im vorderen Teil wohl ehemals Wohnung des Turnhallenwarts, am hinteren Ende wohl Schlauchturm, als markantestes Scheibenberger Beispiel der Architektur im Reformstil um 1910 baugeschichtlich von Bedeutung, als Turnhalle auch sozialgeschichtlich von Bedeutung. Kopfbau: zweigeschossiger Putzbau mit hohem Natursteinsockel, hier Wohnungen, erhöhter Eingangsbereich mit vorgelagertem Portikus, Satteldach mit Zwerchhaus, daran anschließender Turnhallenbau über hohem Natursteinsockel, sehr hohe Rundbogenfenster, am Ende der Turnhalle Schlauchturm | 09229875 |
| Direkt Bild zu diesem Denkmal hochladen | Wohnhaus in offener Bebauung                                                        | Bahnhofstraße 3 (Karte)              | Ende 16. Jahrhundert                    | Markanter Putzbau, ältestes Haus Scheibenbergs, baugeschichtlich und hausgeschichtlich von Bedeutung. Das genannte Portal von architekturhistorischem und künstlerischem Wert. Zweigeschossig, verschiefertes Walmdach, Sitznischenportal mit Kielbogen, Kreuzgewölbe | 09229876 |
| Direkt Bild zu diesem Denkmal hochladen | Postgebäude in offener Bebauung                                                     | Bahnhofstraße 4 (Karte)              | um 1900                                 | Historistischer Putzbau im Stil der Neorenaissance, baugeschichtlich und ortsgeschichtlich von Bedeutung. Zweigeschossig, flacher Mittelrisalit mit Zwerchhaus mit Schweifgiebel, Erdgeschoss Putznutung, Gurtgesims, Obergeschoss Putzgliederung, aufwändige Fensterverdachung, Walmdach mit Schopf | 09229877 |
| Direkt Bild zu diesem Denkmal hochladen | Wohnhaus in halboffener Bebauung in Ecklage                                         | Bergstraße 1 (Karte)                 | 18. Jahrhundert, älterer Kern           | Markanter, breit gelagerter Putzbau, baugeschichtlich und straßenbildprägend von Bedeutung. Zweigeschossiger Putzbau, mit hohem Krüppelwalmdach (nur nach einer Seite abgewalmt) mit Dachhecht | 09229878 |
| Direkt Bild zu diesem Denkmal hochladen | Stadtscheune                                                                        | Crottendorfer Straße (Karte)         | 2. Hälfte 18. Jahrhundert               | Scheune aus Feldstein, dokumentiert den von Scheibenbergern betriebenen Ackerbau, baugeschichtlich und wirtschaftsgeschichtlich von Bedeutung. Feldsteinbau mit zwei großen Holztoren, Lüftungsschlitzen, abgeflachter Ecke und hohem Satteldach, Giebeldreieck verkleidet | 09229880 |
|                                         | Meilenstein                                                                         | Crottendorfer Straße (Karte)         | nach 1858 (Stationsstein)               | Stationsstein, später Abzweigstein, verkehrsgeschichtlich von Bedeutung. | 09229879 |
| Direkt Bild zu diesem Denkmal hochladen | Portal des Wohnhauses                                                               | Gartenstraße 1 (Karte)               | wohl nachträglich bezeichnet 1676       | Baugeschichtlich von Bedeutung. | 09229884 |
| Direkt Bild zu diesem Denkmal hochladen | Wohnhaus in offener Bebauung                                                        | Gartenstraße 13 (Karte)              | 2. Hälfte 18. Jahrhundert               | Breit gelagerter Fachwerkbau, baugeschichtlich und städtebaulich von Bedeutung. Erdgeschoss massiv, Obergeschoss Fachwerk verputzt, hohes Satteldach, ungewöhnlich schmale Tür mit Segmentbogenabschluss, Giebelseite verkleidet | 09229932 |
| Direkt Bild zu diesem Denkmal hochladen | Einfriedungsmauer mit Toranlage                                                     | Goethestraße 2 (Karte)               | um 1800                                 | Bemerkenswerte Bruchsteinmauer, zum Garten eines Bauernhofes gehörend, Zeugnis der Volksbauweise, baugeschichtlich und straßenbildprägend von Bedeutung. Bauernhof, Hoftoranlage um 1800, Gartenmauer aus Bruchstein, zirka 1 m hoch mit aufgesetztem Holzzaun, Gartenzugang durch eine Art Torhaus mit Holztor, auf dem Mauerkopf zum Teil noch Durchsteckpfosten erhalten | 09229885 |
| Direkt Bild zu diesem Denkmal hochladen | Wohnhaus in halboffener Bebauung                                                    | Kirchgasse 1 (Karte)                 | 17. Jahrhundert                         | Bemerkenswerter Fachwerkbau, baugeschichtlich, hausgeschichtlich und ortsbildprägend von Bedeutung. Erdgeschoss massiv, Obergeschoss Fachwerk mit Andreaskreuzen und geschweiften Streben, Satteldach | 09229887 |
| Direkt Bild zu diesem Denkmal hochladen | Wohnhaus in geschlossener Bebauung                                                  | Kirchgasse 4 (Karte)                 | Mitte 18. Jahrhundert                   | Als weitgehend original erhaltenes markantes Barockgebäude mit hohem Steildach baugeschichtlich, stadtentwicklungsgeschichtlich und ortsbildprägend von Bedeutung. Zweigeschossiger Putzbau, Satteldach mit zwei Reihen Dachgaupen, bemerkenswertes Segmentbogenportal mit originaler Haustür (Anfang 19. Jahrhundert), Gewölbe in Hausflur und Treppenaufgang | 09229888 |
| Weitere Bilder                          | Pfarrhaus in halboffener Bebauung in Ecklage                                        | Kirchgasse 8 (Karte)                 | um 1920                                 | Im traditionalistischen Stil erbaut, gestalterisch auffälligstes Gebäude des beginnenden 20. Jahrhunderts in Scheibenberg, baugeschichtlich und ortsgeschichtlich von Bedeutung. Zweigeschossiger Putzbau mit Erkern, hohes Walmdach mit Schieferdeckung, Dachhäuschen, Klappläden im Erdgeschoss | 09229889 |
|                                         | Grufthaus                                                                           | Kirchplatz (Karte)                   | bezeichnet 1626                         | Kleiner, steinerner Kuppelbau mit Lisenengliederung und vier gusseisernen Grabplatten aus dem 17. Jahrhundert, baugeschichtlich, künstlerisch und ortsgeschichtlich von Bedeutung. Zirka 5 m mal 6 m Grundfläche, Grabplatten wahrscheinlich Erzeugnisse der umliegenden Hammerwerke, Wandschränke enthalten Totenschmuck, der aus Kindersärgen zwischen 1750 und 1850 stammt. | 09229891 |
| Weitere Bilder                          | Johanniskirche                                                                      | Kirchplatz (Karte)                   | 1559–1571                               | Bedeutsames Zeugnis der Kirchenbaukunst des 16. und 18. Jahrhunderts, bau- und ortsgeschichtlich sowie künstlerisch von Bedeutung. Das einschiffige Kirchengebäude wurde Mitte des 16. Jhd. eingeweiht. Aus den Anfängen erhalten sind ein Schnitzaltar, ein Kruzifix und aus dem 18. Jhd. Emporen mit Malereien. | 09229890 |
| Direkt Bild zu diesem Denkmal hochladen | Doppelmietshaus                                                                     | Klingerstraße 1; 3 (Karte)           | 1896                                    | In der Formensprache des Späthistorismus, ortsentwicklungsgeschichtlich von Bedeutung. Zweigeschossiger massiver Putzbau, erhalten: profilierte Fensterrahmung, Gurtgesims, Konsolen, im Obergeschoss Fensterbekrönungen, schöne stehende Gaupen, lediglich Fenstersprossung verloren, | 09229892 |
| Direkt Bild zu diesem Denkmal hochladen | Ackerbürgerhaus                                                                     | Lindenstraße 15 (Karte)              | Mitte 18. Jahrhundert                   | Stattlicher Fachwerkbau, dokumentiert den von Scheibenbergern betriebenen Ackerbau, markantes Beispiel der Volksbauweise, baugeschichtlich und ortsgeschichtlich von Bedeutung. Erdgeschoss massiv, Obergeschoss Fachwerk, mit Heuaufzug und Heutür, Dachgaupen | 09229893 |
| Direkt Bild zu diesem Denkmal hochladen | Wohnhaus in geschlossener Bebauung in Ecklage                                       | Markt 1 (Karte)                      | Mitte 18. Jahrhundert, später überformt | Weitgehend original erhaltenes barockes Bürgerhaus mit Innenausstattung, baugeschichtlich und ortsbildprägend von Bedeutung, im Stadtgefüge zudem städtebaulich von Belang. Zweigeschossiges Eckgebäude mit hohem Walmdach, angebauten Erkern und Pilastern, Stuckdecken im Hausflur, ehemals blechbeschlagene Haustür | 09229869 |
| Direkt Bild zu diesem Denkmal hochladen | Wohnhaus in geschlossener Bebauung in Ecklage                                       | Markt 2 (Karte)                      | bezeichnet 1788, im Kern wohl älter     | Repräsentatives Eckhaus mit hohem Mansarddach, als original erhaltener Barockbau mit älterem Kern architekturhistorisch und stadtbaugeschichtlich bedeutend, an dieser exponierten Stelle ortsbildprägend, im Stadtgefüge zudem städtebaulich von Belang. Zweigeschossiger Putzbau mit 10 zu 5 Achsen, Segmentbogenportal mit Schlussstein, Mansardwalmdach mit 11 Dachhäuschen, im rückwärtigen Teil Turm mit Wendeltreppe, im Innern Kreuzgewölbe, alte eiserne Türen (noch barock) | 09229872 |
| Direkt Bild zu diesem Denkmal hochladen | Wohnhaus (Ackerbürgerhaus) in geschlossener Bebauung                                | Markt 3 (Karte)                      | 2. Hälfte 18. Jahrhundert               | Als weitgehend original erhaltenes barockes Bürgerhaus architekturhistorisch und stadtbaugeschichtlich von Bedeutung, an dieser Stelle ortsbildprägend, im Stadtgefüge zudem städtebaulich von Belang. Zweigeschossiger Putzbau, großes Korb- bzw. Segmentbogenportal, hohes Mansarddach mit acht Dachgaupen, im Innern Kreuzgewölbe und Jugendstilwindfang mit Farbglas | 09229870 |
| Weitere Bilder                          | Wohnhaus in geschlossener Bebauung                                                  | Markt 4 (Karte)                      | 2. Hälfte 18. Jahrhundert               | Als original erhaltener Barockbau architekturhistorisch und stadtbaugeschichtlich von Bedeutung, an dieser Stelle ortsbildprägend, im Stadtgefüge zudem städtebaulich von Belang. Bürgerliches Wohnhaus aus der Mitte des 18. Jahrhunderts, mit wahrscheinlich älterem Kern, traufständig in geschlossener Bebauung, zweigeschossig, Mansarddach mit späteren Satteldachgaupen, baugeschichtliche Bedeutung als bauliches Zeugnis des Wiederaufbaues nach dem Stadtbrand 1740, städtebauliche Bedeutung durch die exponierte Lage am Scheibenberger Markt, dessen Bebauung vorwiegend aus der zweiten Hälfte des 18. Jahrhunderts stammt. Die Fassade zum Marktplatz zeigt eine rhythmische Anordnung der Fensteröffnungen im Verhältnis 3/2/2, der Verzicht auf Regelmäßigkeit bewirkt Spannung und Lebendigkeit. Fast mittig befindet sich das große, in seinen Formen etwas veränderte Segmentbogenportal mit späterer dreiflügeliger, kassettierter Rahmenfüllungs-Tür, profiliertem Kämpfer und mehrfach geteiltem Oberlicht (Mitte 19. Jh.). Der Außenputz ist nicht original. Im Inneren haben sich die originalen Raumstrukturen erhalten. Verunklärende Trennwände – insbesondere im Flur und in Räumen des Obergeschosses – wurden wieder entfernt, desgleichen abgehängte Deckenverkleidungen. Neben der Adler-Apotheke (Rudolf-Breitscheid-Straße 22) und dem Gebäude Rudolf-Breitscheid-Straße 41 besitzt das Gebäude die bedeutendste Innenausstattung unter den Scheibenberger Bürgerhäusern. Dazu gehören Natursteingewände, barocke Türen, Kreuzgewölbe und vor allem künstlerisch hochwertige Stuckdecken – zum Teil mit figürlichen Darstellungen (Auferstandener Christus). Sie zeugen vom hohen wohnkulturellen Anspruch und dem Repräsentationsbedürfnis des bürgerlichen Bauherrn. Eine Besonderheit stellen die so genannten Mann-an-Mann-Decken dar, Massivholzdecken ohne Zwischenräume und singulär im Ort. Eine dendrochronologische Untersuchung ergab als Fälldatum für das Holz das Jahr 1710. Brandspuren deuten auf eine Beschädigung hin, die auf den oben genannten Stadtbrand zurückgeführt werden könnte. Mann-an-Mann-Decken besitzen eine hohe Tragfähigkeit und sie werden vorzugsweise bei Decken mit aufwändigen Stuckaturen eingebaut. Wegen seiner aufwändigen Innenausstattung und der seltenen Deckenkonstruktion hat das Haus eine besondere baugeschichtliche Bedeutung. | 09229873 |
| Direkt Bild zu diesem Denkmal hochladen | Wohnhaus (Ackerbürgerhaus) in geschlossener Bebauung                                | Markt 5 (Karte)                      | 2. Hälfte 18. Jahrhundert               | Als original erhaltener Barockbau architekturhistorisch und stadtbaugeschichtlich von Bedeutung, an dieser Stelle ortsbildprägend, im Stadtgefüge zudem städtebaulich von Belang. Zweigeschossiger Putzbau mit Korbbogenportal, kräftiges Traufgesims, hohes Satteldach mit drei Dachhäuschen | 09229871 |
| Weitere Bilder                          | Hotel in geschlossener Bebauung                                                     | Markt 6 (Karte)                      | im Kern wohl 16./18. Jahrhundert        | Nach Scheitelsteininschrift altes Rathaus (bezeichnet „1522“), vor allem baugeschichtlich und ortsgeschichtlich bedeutend, aber auch bedeutend für Orts- und Platzbild, im Stadtgefüge zudem städtebaulich von Belang. Dreigeschossiger Putzbau, großes Korbbogenportal, kräftiges Sohlbankgesims über dem Erdgeschoss, Satteldach mit neun Dachhäuschen, Geschichte des Rathauses durch drei Gebäude belegt, eines stand an der Stelle des heutigen Hotels „Sächsischer Hof“, seit 1810 Gasthof, 1910 überformt und um ein Geschoss erhöht | 09229874 |
| Direkt Bild zu diesem Denkmal hochladen | Wohnhaus in halboffener Bebauung in Ecklage                                         | Pfarrstraße 7 (Karte)                | um 1800                                 | Als weitgehend ursprünglich erhaltener Fachwerkbau aus der Zeit um 1800 baugeschichtlich und ortsentwicklungsgeschichtlich von Bedeutung. Erdgeschoss massiv, Obergeschoss Fachwerk verputzt, Portal mit Korbbogenabschluss, hohes, schiefergedecktes Satteldach, Fachwerk im Obergeschoss der Hofseite sichtbar | 09229894 |
| Direkt Bild zu diesem Denkmal hochladen | Wohnhaus in halboffener Bebauung                                                    | Rudolf-Breitscheid-Straße 4 (Karte)  | 2. Hälfte 18. Jahrhundert               | Als weitgehend original erhaltener Barockbau architekturhistorisch und stadtbaugeschichtlich von Bedeutung, im Stadtgefüge zudem städtebaulich von Belang. Zweigeschossiger Putzbau, Korbbogenportal, hohes Mansarddach | 09229902 |
| Direkt Bild zu diesem Denkmal hochladen | Mietshaus in offener Bebauung in Ecklage                                            | Rudolf-Breitscheid-Straße 15 (Karte) | um 1895                                 | Repräsentativer Putzbau mit zeittypischem Fassadenschmuck, aufwendigster Scheibenberger Wohnbau aus der Gründerzeit, baugeschichtlich und straßenbildprägend von Bedeutung. Zweigeschossiger Putzbau über Kellergeschoss mit überhöhter abgeflachter Ecke, dort im zweiten Obergeschoss Balkon, reiche Putzgliederung, originale Haustür, im ersten Obergeschoss hohe Rundbogenfenster, markante Dachhäuschen | 09229896 |
| Weitere Bilder                          | Wohnhaus mit Apotheke in Ecklage sowie drei Hintergebäude um einen Hof              | Rudolf-Breitscheid-Straße 22 (Karte) | bezeichnet 1743                         | Stattliches, barockes Gebäude, Vier-Flügel-Bau mit Binnenhof, künstlerisch wertvolles Bürgerhaus von singulärer Bedeutung, weitestgehend original erhaltener Barockbau mit Bedeutung für Stadtbau- und Architekturgeschichte, im Stadtgefüge zudem städtebaulich von Belang sowie ortsbildprägend. Im Inneren reiche Stuckdecken, gewölbte Flure und Treppenaufgänge, breite Fenster und stattliches Portal in einem risalitartigen Bauteil, zwei massive Geschosse, verschiefertes Mansarddach, mit Blech beschlagene Haustür, Gebäude 1743 vom reichen Spitzenherren Ernst Christian Coith errichtet, seit 1825 als Apotheke genutzt. | 09229903 |
| Direkt Bild zu diesem Denkmal hochladen | Wohnhaus in geschlossener Bebauung                                                  | Rudolf-Breitscheid-Straße 24 (Karte) | 2. Hälfte 18. Jahrhundert               | Als weitgehend original erhaltenes Barockgebäude architekturhistorisch und stadtbaugeschichtlich von Bedeutung, im Stadtgefüge zudem städtebaulich von Belang sowie ortsbildprägend. Zweigeschossiger Putzbau mit Satteldach, geohrtes Segmentbogenportal mit Scheitelstein | 09229904 |
| Direkt Bild zu diesem Denkmal hochladen | Wohnhaus in geschlossener Bebauung                                                  | Rudolf-Breitscheid-Straße 26 (Karte) | 2. Hälfte 18. Jahrhundert               | Als weitgehend original erhaltenes Barockgebäude architekturhistorisch und stadtbaugeschichtlich von Bedeutung, im Stadtgefüge zudem städtebaulich von Belang. Zweigeschossiger Putzbau mit Satteldach, Korbbogenportal | 09229905 |
| Direkt Bild zu diesem Denkmal hochladen | Wohnhaus in halboffener Bebauung in Ecklage                                         | Rudolf-Breitscheid-Straße 29 (Karte) | 2. Hälfte 18. Jahrhundert               | Als weitgehend original erhaltenes Barockgebäude architekturhistorisch und stadtbaugeschichtlich von Bedeutung, im Stadtgefüge zudem städtebaulich von Belang. Wohnhaus in halboffener Bebauung, zweigeschossiger massiver Putzbau, der gedrungene Baukörper mit starken Wänden und das recht steile schiefergedeckte Walmdach lassen das barocke Bauwerk erkennen, das wahrscheinlich nach einem Brand im 18. Jahrhundert entstanden ist. Kreuzgewölbe und Gurtbögen im Innern sowie zwei Bruchsteintonnen und geschrägte Fensterhöhlen könnten sogar auf einen noch älteren Kern hinweisen, was aber die leicht veränderte Fassade nicht vermuten lässt. Zur baugeschichtlichen Bedeutung des Gebäudes kommt seine städtebauliche Relevanz, denn es ist Strukturbestandteil des historischen Kerns der Bergstadt Scheibenberg, der den für diese Art von Gründungen typischen Rastergrundriss aufweist. | 09229897 |
|                                         | Ehemaliges Amtsgericht und Einfriedungsmauer mit Tordurchgang                       | Rudolf-Breitscheid-Straße 30 (Karte) | 2. Hälfte 18. Jahrhundert               | Weitestgehend original erhaltener Barockbau mit Bedeutung für Stadtbau- und Architekturgeschichte, als historisches Amtsgericht geschichtlich bedeutend, im Stadtgefüge zudem städtebaulich von Belang. Zweigeschossiger Putzbau mit erhöhtem Mittelrisalit, im Inneren Gewölbe (in Flur und Treppenhaus), Mansarddach mit Dachhäuschen | 09229906 |
| Weitere Bilder                          | Rathaus in halboffener Bebauung in Ecklage                                          | Rudolf-Breitscheid-Straße 35 (Karte) | 1898                                    | Historistischer Putzbau mit Stilelementen der Neorenaissance, baugeschichtlich, ortsentwicklungsgeschichtlich und ortsgeschichtlich bedeutend, mit seinem Turm bedeutend für die Silhouette Scheibenbergs. Zweigeschossiger Eckbau mit hohem, von einer Haube bekrönten Turm, zwei große Giebel im Stil der Neorenaissance | 09229898 |
| Direkt Bild zu diesem Denkmal hochladen | Wohnhaus in halboffener Bebauung                                                    | Rudolf-Breitscheid-Straße 36 (Karte) | 2. Hälfte 18. Jahrhundert               | Als weitgehend original erhaltenes Gebäude aus dem 18. Jahrhundert architekturhistorisch und stadtbaugeschichtlich von Bedeutung, im Stadtgefüge zudem städtebaulich von Belang. Zweigeschossiger Putzbau mit flachem Mittelrisalit, Korbbogenportal mit großem Scheitelstein, Gitter und ursprünglichem Tor, Walmdach | 09229907 |
| Direkt Bild zu diesem Denkmal hochladen | Wohnhaus in geschlossener Bebauung in Ecklage                                       | Rudolf-Breitscheid-Straße 37 (Karte) | Mitte 18. Jahrhundert und später        | Barocker Putzbau mit Laden, Mitte 19. Jahrhundert Überformung der Fassade, architekturhistorisch und städtebaulich von Bedeutung als Eckhaus. Zweigeschossiger Putzbau mit sieben zu sieben Achsen, mit Walm- und Satteldach, Fassade mit 19. Jahrhundert überformt | 09229899 |
| Direkt Bild zu diesem Denkmal hochladen | Wohnhaus in halboffener Bebauung in Ecklage                                         | Rudolf-Breitscheid-Straße 41 (Karte) | 2. Hälfte 18. Jahrhundert               | Repräsentativer Barockbau mit bemerkenswertem Portal und reich verzierter Tür, baugeschichtlich, städtebaulich und künstlerisch von Bedeutung. Zweigeschossiger Putzbau mit hohem Mansarddach einschließlich Dachgaupen, geohrtes Segmentbogenportal mit Scheitelstein, Vasen und Sturz | 09229900 |
| Direkt Bild zu diesem Denkmal hochladen | Wohnhaus in halboffener Bebauung                                                    | Rudolf-Breitscheid-Straße 43 (Karte) | 2. Hälfte 18. Jahrhundert               | Als weitgehend original erhaltener Barockbau architekturhistorisch und stadtbaugeschichtlich bedeutend, im Stadtgefüge zudem städtebaulich von Belang. Zweigeschossiger Putzbau mit Segmentbogenportal und Mansarddach mit fünf Dachhäuschen | 09229901 |
| Direkt Bild zu diesem Denkmal hochladen | Wohnhaus in offener Bebauung                                                        | Salomonisstraße 1 (Karte)            | um 1875                                 | Aufgrund der gestalterischen Qualität der gründerzeitlichen Fassade baukünstlerisch von Bedeutung. Eingeschossig, sehr qualitätvolle, schlichte und spätklassizistische Putzgliederung mit aufgeputzter Quaderung, Fensterrahmen einschließlich geradem Sturz, Gesimsband unter der Dachtraufe, darauf kleine Rosetten, originale Fenster mit kleinen Kapitellen auf der Schlagleiste | 09229908 |
| Direkt Bild zu diesem Denkmal hochladen | Friedhof Scheibenberg (Sachgesamtheit)                                              | Silberstraße (Karte)                 | 18. Jahrhundert                         | Sachgesamtheit – baugeschichtlich und ortsgeschichtlich von Bedeutung – mit folgenden Einzeldenkmalen: - Leichenhalle mit vier Sandsteingrabmalen an der nördlichen Schmalseite und vier Grabtafeln an der Westseite, - Grufthaus (Coithsches Erbbegräbnis) sowie - Einfriedungsmauer (siehe Einzeldenkmalliste – Obj. 09229929, gleiche Anschrift) | 09302368 |
| Direkt Bild zu diesem Denkmal hochladen | Ehemaliger Gasthof mit Ballsaal                                                     | Silberstraße 1 (Karte)               | um 1900                                 | Mehrteilige Gebäudegruppe, ortsgeschichtlich von Bedeutung. Im Ballsaal gusseiserne Säulen und Dekoration | 09229930 |
| Direkt Bild zu diesem Denkmal hochladen | Wohnhaus in halboffener Bebauung                                                    | Silberstraße 5 (Karte)               | 2. Hälfte 18. Jahrhundert               | Im Kern wohl barock, ortsentwicklungsgeschichtlich bedeutend, im Stadtgefüge zudem städtebaulich von Belang. Zweigeschossiger Putzbau, Korbbogenportal noch erkennbar, Satteldach | 09229910 |
| Direkt Bild zu diesem Denkmal hochladen | Wohnhaus in geschlossener Bebauung                                                  | Silberstraße 7 (Karte)               | bezeichnet 1781, renoviert              | Barocker Putzbau, ortsentwicklungsgeschichtlich bedeutend, im Stadtgefüge zudem städtebaulich von Belang. Zweigeschossiger Putzbau, hohes Satteldach, charakteristische Klappläden im Erdgeschoss, im Flur Kreuzgewölbe (sehr flach gehalten) | 09229911 |
| Direkt Bild zu diesem Denkmal hochladen | Wohnhaus in geschlossener Bebauung                                                  | Silberstraße 9 (Karte)               | 2. Hälfte 18. Jahrhundert               | Barocker Putzbau, ortsentwicklungsgeschichtlich bedeutend, im Stadtgefüge zudem städtebaulich von Belang. Zweigeschossiger Putzbau, Satteldach mit vier Gaupen, Kreuzgewölbe im Erdgeschoss (Flur und Nebenraum) | 09229912 |
| Direkt Bild zu diesem Denkmal hochladen | Wohnhaus in geschlossener Bebauung                                                  | Silberstraße 11 (Karte)              | 2. Hälfte 18. Jahrhundert               | Barocker Putzbau, ortsentwicklungsgeschichtlich bedeutend, im Stadtgefüge zudem städtebaulich von Belang. Zweigeschossiger Putzbau, Satteldach, Traufe etwas niedriger im Vergleich zu Nummer 9, Kreuzgewölbe im Flur | 09229913 |
| Direkt Bild zu diesem Denkmal hochladen | Wohnhaus in geschlossener Bebauung                                                  | Silberstraße 13 (Karte)              | bezeichnet 1784                         | Barocker Putzbau, ortsentwicklungsgeschichtlich bedeutend, im Stadtgefüge zudem städtebaulich von Belang. Zweigeschossiger Putzbau, Mansarddach mit Dachgauben, geohrter korbbogenförmiger Eingang mit Scheitelstein | 09229914 |
| Direkt Bild zu diesem Denkmal hochladen | Wohnhaus in geschlossener Bebauung                                                  | Silberstraße 14 (Karte)              | 2. Hälfte 18. Jahrhundert               | Barocker Putzbau mit markanter Toreinfahrt, ortsentwicklungsgeschichtlich von Bedeutung, im Stadtgefüge zudem städtebaulich von Belang. Zweigeschossiger Putzbau mit hohem Satteldach und vier Dachhäuschen, korbbogiger Abschluss über der Tür, Toreinfahrt mit Rundbogenabschluss | 09229921 |
| Direkt Bild zu diesem Denkmal hochladen | Wohnhaus in geschlossener Bebauung                                                  | Silberstraße 16 (Karte)              | 2. Hälfte 18. Jahrhundert               | Barocker Putzbau mit markanter Toreinfahrt, ortsentwicklungsgeschichtlich von Bedeutung, im Stadtgefüge zudem städtebaulich von Belang. Zweigeschossiger Putzbau mit Satteldach, mittlere Tordurchfahrt mit Korbbogenabschluss | 09229922 |
| Direkt Bild zu diesem Denkmal hochladen | Wohnhaus in halboffener Bebauung in Ecklage                                         | Silberstraße 19 (Karte)              | um 1800                                 | Spätbarocker Putzbau, ortsentwicklungsgeschichtlich bedeutend, im Stadtgefüge zudem städtebaulich von Belang. Zweigeschossiger Putzbau, ursprünglicher Charakter durch Walmdach mit zwei gleichmäßigen Reihen Dachgaupen | 09229915 |
| Weitere Bilder                          | Gasthof                                                                             | Silberstraße 27 (Karte)              | 18. Jahrhundert                         | Stattlicher Putzbau mit markantem Mansardwalmdach mit Dachreiter, eine Zeit lang als Rathaus genutzt, baugeschichtlich, stadtgeschichtlich und ortsbildprägend von Bedeutung. Zweigeschossiges Gebäude, Mansarddach mit Gaupen, barocker Dachreiter mit Laterne, Kugel und Wetterfahne, 1808 wurden vom bisherigen Rathaus (Am Markt 6) Dachreiterturm und Bürgerglocke hierher übertragen | 09229917 |
| Direkt Bild zu diesem Denkmal hochladen | Wohnhaus in halboffener Bebauung in Ecklage                                         | Silberstraße 28 (Karte)              | 1. Hälfte 19. Jahrhundert               | Schlichter Putzbau, ortsentwicklungsgeschichtlich bedeutend, im Stadtgefüge zudem städtebaulich von Belang. Zweigeschossiger Putzbau, Satteldach einschließlich Gaupen, klassizistisch gestaltetes Eingangsportal | 09229925 |
| Direkt Bild zu diesem Denkmal hochladen | Wohnhaus in Ecklage                                                                 | Silberstraße 29 (Karte)              | bezeichnet 1717                         | Stattlicher, weitestgehend original erhaltener Barockbau, neben Apotheke künstlerisch wertvollstes Bürgerhaus von Scheibenberg, baugeschichtlich von Bedeutung, im Stadtgefüge zudem städtebaulich von Belang sowie ortsbildprägend. Zweigeschossiger Putzbau, Mansarddach mit Dachgaupen, Mittelrisalit mit Giebeldreieck und Sonnendarstellung, Sitznischenportal, schön profilierte Tür, Stuckdecke im Hausflur | 09229916 |
| Direkt Bild zu diesem Denkmal hochladen | Wohnhaus in geschlossener Bebauung                                                  | Silberstraße 30 (Karte)              | 2. Hälfte 18. Jahrhundert               | Schlichter Putzbau, stadtbaugeschichtlich bedeutend, im Stadtgefüge zudem städtebaulich von Belang. Lang gestreckter zweigeschossiger Bau mit Rundbogenportal, Satteldach mit Dachhäuschen | 09229926 |
| Direkt Bild zu diesem Denkmal hochladen | Wohnhaus in geschlossener Bebauung                                                  | Silberstraße 31 (Karte)              | 2. Hälfte 18. Jahrhundert               | Schlichter Putzbau, stadtbaugeschichtlich bedeutend, im Stadtgefüge zudem städtebaulich von Belang. Zweigeschossiger Putzbau mit Segmentbogenportal, Satteldach | 09229918 |
| Direkt Bild zu diesem Denkmal hochladen | Wohnhaus in geschlossener Bebauung                                                  | Silberstraße 32 (Karte)              | 1. Hälfte 19. Jh. (Wohnhaus)            | Putzbau mit spätklassizistischer Fassade, stadtbaugeschichtlich bedeutend, im Stadtgefüge zudem städtebaulich von Belang | 09229927 |
| Direkt Bild zu diesem Denkmal hochladen | Wohnhaus in geschlossener Bebauung                                                  | Silberstraße 39 (Karte)              | Mitte 19. Jahrhundert                   | Putzbau mit klassizistischem Portal, stadtbaugeschichtlich bedeutend, im Stadtgefüge zudem städtebaulich von Bedeutung. Zweigeschossiger Putzbau mit Satteldach und klassizistisch gestaltetem Portal | 09229919 |
| Direkt Bild zu diesem Denkmal hochladen | Wohnhaus in geschlossener Bebauung                                                  | Silberstraße 41 (Karte)              | 2. Hälfte 18. Jahrhundert               | Als weitgehend original erhaltenes Barockgebäude stadtbaugeschichtlich und architekturhistorisch bedeutend, im Stadtgefüge zudem städtebaulich von Belang. Zweigeschossiger Putzbau mit Satteldach, geohrtes Segmentbogenportal, im Innern Kreuzgewölbe (Flur und Nebenraum) | 09229920 |
| Direkt Bild zu diesem Denkmal hochladen | Villa                                                                               | Silberstraße 59 (Karte)              | 1901                                    | Markanter Späthistorismusbau, baugeschichtlich und ortsentwicklungsgeschichtlich von Bedeutung. Villenartiges späthistoristisches Gebäude mit Gartengrundstück und schmiedeeiserner Einfriedung mit floral gestalteter Pforte an der Ausfallstraße nach Schwarzenberg, zirka 200 m außerhalb des historischen Straßenrasters von Scheibenberg gelegen, errichtet 1901 für den Sanitätsrat Dr. Holzberg, auf Sockel aus Polygonalmauerwerk zweigeschossiger Bau aus sehr feinen roten Klinkern, mit hell gehaltenen Gestaltungselementen aus Putz und Stuck (Fenster, bossierte Ecklisenen), darüber schiefergedecktes flaches Mansarddach mit leichtem Überstand und kleinen stehenden Gaupen, dominanter straßenseitiger, krüppelwalmbekrönter Mittelrisalit mit zentralem Balkon über Altan und großen Rundbogenöffnungen, Eingangsseite mit Windfang, Anbau und Treppenhaus, Grundrisse von Erdgeschoss und Obergeschoss identisch, das klare Wand-Öffnungs-Verhältnis und die Gliederung durch ein Gurtgesims sind Merkmale der architektonischen Neorenaissance, Jugendstilelemente finden sich an den Fensterstürzen im Obergeschoss und innen mit dem Deckenstuck. Die städtisch geprägte Architektur ist Zeugnis für die Erweiterung ländlicher Orte um 1900, daher hat das Gebäude neben baugeschichtlicher auch ortsentwicklungsgeschichtliche Relevanz. | 09229928 |

## Oberscheibe
| Bild           | Bezeichnung      | Lage                    | Datierung | Beschreibung | ID       |
| -------------- | ---------------- | ----------------------- | --------- | --- | -------- |
| Weitere Bilder | Andreasschacht   | Hauptstraße (Karte)     | um 1914   | Bergbaugeschichtlich und technikgeschichtlich von Bedeutung. Teufe 38 m. Der Steuerstand der Kabelkrananlage befindet sich im Schachtgebäude                      | 09229969 |
| Weitere Bilder | Ehemalige Schule | Hauptstraße 27c (Karte) | 1877      | Zweigeschossige alte Dorfschule, Zeltdach mit Schieferdeckung, mittiger Uhr- und Glockenturm, baugeschichtlich, künstlerisch und ortsgeschichtlich von Bedeutung. | 09229883 |